# Beleg van Thessaloniki (1185)
Het Beleg van Thessaloniki vond plaats tussen 9 en 24 augustus 1185 en werd gevochten tussen de Noormannen van het  Koninkrijk Sicilië en het Byzantijnse Rijk.

## Achtergrond
De Byzantijns-Noormannen Oorlogen vinden hun oorsprong honderd jaar eerder, in het conflict tussen Robert Guiscard en keizer Alexios I Komnenos in 1081. De aanzet van het beleg had te maken met de tirannieke houding van keizer Andronikos I Komnenos. Hij was niet alleen verantwoordelijk voor de moord op de Latijnen in Constantinopel in 1182, maar was ook een gevaar voor zijn entourage. Veel hooggeplaatsten vluchtten naar het Koninkrijk Sicilië.

## Beleg
De Noormannen hadden de aanval goed voorbereid, de Byzantijnen waren te veel bezig met interne problemen. In de lente van 1185 veroverden de Noormannen de havenstad Dyrrachium. David Komnenos, de gouverneur van de stad, had nagelaten voldoende voorbereidingen te treffen voor het beleg. Het Byzantijnse leger slaagde er niet in hun tactiek te coördineren. De Noormannen ondermijnden de oostelijke muur van de stad, openden een bres en drongen de stad binnen. Ze slachtten de verdedigers af en plunderden vervolgens de stad. De verovering ontaardde al snel in een grootschalig bloedbad onder de inwoners van de stad, bijna 7.000 inwoners vonden de dood.

## Vervolg
Daarna vervolgden de Noormannen hun opmars naar de hoofdstad Constantinopel, maar werden gestuit ter hoogte van Demetritzes. Keizer Andronikos I Komnenos werd vermoord en vervangen door Isaäk II Angelos.

## Verslaggeving
Het ganse gebeuren werd neergepend door de metropool Eustathius van Thessaloniki.